# Olympische Winterspiele 2006/Teilnehmer (Bosnien und Herzegowina)
| Gelbes Symbol für Goldmedaillen mit stilisierten Olympischen Ringen | Graues Symbol für Silbermedaillen mit stilisierten Olympischen Ringen | Braundes Symbol für Bronzemedaillen mit stilisierten Olympischen Ringen |
| ------------------------------------------------------------------- | --------------------------------------------------------------------- | ----------------------------------------------------------------------- |
| —                                                                   | —                                                                     | —                                                                       |

Bosnien und Herzegowina nahm an den Olympischen Winterspielen 2006 im italienischen Turin mit einer Delegation von sieben Athleten teil.

## Flaggenträger
Die Biathletin Aleksandra Vasiljević trug die Flagge der Föderation Bosnien und Herzegowina während der Eröffnungsfeier, bei der Schlussfeier wurde sie von der Skirennläuferin Mojca Rataj getragen.

## Teilnehmer nach Sportarten

### Ski alpin
- Žana Novaković
- Mojca Rataj
Slalom Frauen: 31. – 1:34,37 min (+5,33 s)
- Marko Schafferer
Riesenslalom Männer: 37. – 3:04,46 min (+29,46 s)
Slalom Männer: 30. – 1:57,17 min (+14,03 s)

### Biathlon
- Miro Ćosić
10 km Sprint Männer: 86. – 32:56,1 min (+6:44,5 min) (4 Schießfehler)
20 km Einzel Männer: 84. – 1:08:32,7 h (+14:09,7 min) (7 Schießfehler)
- Aleksandra Vasiljević
7,5 km Sprint Frauen: 78. – 28:10,9 min (+5:39,5 min) (1 Schießfehler)
15 km Einzel Frauen: 74. – 1:01:11,8 h (+11:47,7 min) (1 Schießfehler)

### Ski nordisch
- Bojan Samardžija (Langlauf)
15 km klassisch Männer: 90. – 51:28,8 min (+13:27,5 min)
- Vedrana Vučićević (Langlauf)
10 km klassisch Frauen: 70. – 42:45,8 min (+14:54,4 min)